# عمر عناز
عمر عناز هو شاعر وإعلامي عراقي، وعضو الاتحاد العام للأدباء والكتاب العراقيين، أمين الشؤون الثقافية في اتحاد أدباء الموصل، وسكرتير تحرير في وكالة أنباء الشعر وأخيرا عضو هيئة تحرير مجلة المنتقى الثقافية.

## حياته
شارك عمر في دورتين من مهرجان ربيع الشعر العربي الذي أقامته المؤسسة في الكويت، ثم شارك في مهرجان النيلين الشعري في الخرطوم، وشارك في مهرجان الشعر العربي الأول الذي أقامته دائرة الثقافة في الشارقة، وشارك في أمسية شعرية مشتركة أقامتها محافظة حمص في سوريا رفقة الشاعرين زاهي وهبي وسهام الشعشاع، بالإضافة أنه حل ضيفا على معرض الكتاب العربي في بيروت ضمن أمسية شعرية، وشارك في مهرجان الشعر الذي أقامته الجهوية الثقافية في مدينة مدنين بتونس، كما شارك وأدار الكثير من المهرجانات والأماسي الشعرية والثقافية في العراق.

## مؤلفاته
للشاعر عدة دواوين شعرية:
1. خجلاً يتعرّق البرتقال
2. أحمر جداً
3. طوق الكلام
4. طَلعٌ مُشتَهى
5. ياردلي

### ومن قصائده
- قصيدة «تصدعات في مرايا الذاكرة»[3]

- قصيدة «شهقاتٌ في زمنٍ مُختَنق».[4]

- قصيدة «وجعٌ عراقيّ الملامح»[5]

- قصيدة «لهفة لم أبتكرها»[6]

- قصيدة «مسلةٌ من دموع»[7]

- قصيدة «الطين آخر ما تبقى»[8]

- قصيدة «هامش لما لم أقله فيها»[9]

- قصيدة «موجة من صهيل»[10]

- قصيدة «كان هنا»[11]

- قصيدة «جكليتة»[12]

- قصيدة «تنويعة في ميلادها»[13]

- قصيدة «هكذا تنضج الأسئلة»[14]

- قصيدة «نكاية بالغصون...اقترف الثمر»[15]

- قصيدة «تهادن زهرتي ضجر السلال»[16]

## جوائزه
- حصل على المركز الثالث في مسابقة الشعر الفصيح في  ملتقى الطلبة والشباب القطري الثاني عام 2002م.
- حصل على جائزة دبي الثقافية في دورتها السادسة عام 2008م و2009م عن ديوانه “خجلا يتعرق البرتقال”
- فاز بجائزة البابطين للإبداع الشعري في دورتها الرابعة عشرة، دورة أبي تمام الطائي.
- حصل على المركز الثاني في جائزة تراث الشعرية في الإمارات عام 2004م.
- حصل على المركز الأول في جائزة مهرجان الشعراء الشباب العرب التاسع عشر في سوريا عام 2008م.
- حصل على الجائزة الثانية في مسابقة ربيعة الرقي بمديرية الثقافة في الرقة في سوريا عام 2008م.

فاز بالمركز الثاني في مسابقة فرسان القوافي في الجزائر عام 2007م.